# Romance em verso
Um romance em verso é um tipo de narrativa poética em que uma história de extensão de romance é contada em forma de poesia ao invés de prosa. Pode-se usar metro variado, mas geralmente haverá grande quantidade de personagens, múltiplas vozes, diálogo, narração, descrição e ação, em estilo tipicamente romanesco. Eugene Onegin de Pushkin seria um dos grandes exemplos desta forma.